# Aljustrel e Rio de Moinhos
Aljustrel e Rio de Moinhos (oficialmente: União das Freguesias de Aljustrel e Rio de Moinhos) é uma freguesia portuguesa do município de Aljustrel, com 228,84 km² de área e 5786 habitantes (censo de 2021). A sua densidade populacional é 25,3 hab./km².

## História
Foi constituída em 2013, no âmbito de uma reforma administrativa nacional, pela agregação das antigas freguesias de Aljustrel e Rio de Moinhos com sede em Aljustrel.

## Demografia
A população registada nos censos foi:
| Distribuição da População por Grupos Etários | Distribuição da População por Grupos Etários | Distribuição da População por Grupos Etários | Distribuição da População por Grupos Etários | Distribuição da População por Grupos Etários | Distribuição da População por Grupos Etários |
| -------------------------------------------- | -------------------------------------------- | -------------------------------------------- | -------------------------------------------- | -------------------------------------------- | -------------------------------------------- |
| Antes da agregação                           |                                              |                                              |                                              |                                              |                                              |
| Ano                                          | 0-14 anos                                    | 15-24 anos                                   | 25-64 anos                                   | >= 65 anos                                   | Total                                        |
| 2001                                         | 863                                          | 882                                          | 3382                                         | 1296                                         | 6423                                         |
| 2011                                         | 749                                          | 593                                          | 3272                                         | 1264                                         | 5878                                         |
| Após a agregação                             |                                              |                                              |                                              |                                              |                                              |
| Ano                                          | 0-14 anos                                    | 15-24 anos                                   | 25-64 anos                                   | >= 65 anos                                   | Total                                        |
| 2021                                         | 742                                          | 540                                          | 2972                                         | 1532                                         | 5786                                         |